# بیوری (ویرجینیای غربی)
بیوری (به انگلیسی: Beury) یک منطقهٔ مسکونی در ایالات متحده آمریکا است که در شهرستان فایت، ویرجینیای غربی واقع شده‌است. بیوری ۳۲۴٫۹۲ متر بالاتر از سطح دریا واقع شده‌است.